# Джанан (остров)
Джанан (араб. جَزِيرَة جَنَان‎) — мелкий песчаный островок в Персидском заливе, отстоящий от мыса Рас-Увайнат-Али (Увейнат) на 7—8 км. Административно принадлежит муниципалитету Эш-Шахания. Расположен южнее архипелага Хавар, принадлежащего Бахрейну. Между островами проходит морская граница.
В решении от 16 марта 2001 года Международный суд ООН вынес постановление по существу дела о делимитации морской границы и территориальных вопросах между Катаром и Бахрейном. Он постановил, что государство Катар имеет суверенитет над островом Джанан.